# Radojevići (Foča, BiH)
Radojevići su naseljeno mjesto u općini Foči, Republika Srpska, BiH. Nalaze se sjeverno od rječice Bistrice i zapadno od rijeke Drine, uz južnu obalu rijeke Koline, blizu Kozje Luke, Daničića i Štovića.

## Stanovništvo
| Narod     | Popis 1961. | Popis 1971. | Popis 1981. | Popis 1991. |
| --------- | ----------- | ----------- | ----------- | ----------- |
| Hrvati    |             |             |             |             |
| Muslimani | 70          | 85          | 85          | 47          |
| Srbi      | 78          | 69          | 51          | 36          |
| ostali    | 2           |             |             |             |
| Ukupno    | 150         | 154         | 136         | 83          |